# Kranzfühler
Die Einteilung der Lebewesen in Systematiken ist kontinuierlicher Gegenstand der Forschung. So existieren neben- und nacheinander verschiedene systematische Klassifikationen. 
Das hier behandelte Taxon ist durch neue Forschungen obsolet geworden oder ist aus anderen Gründen nicht Teil der in der deutschsprachigen Wikipedia dargestellten Systematik.

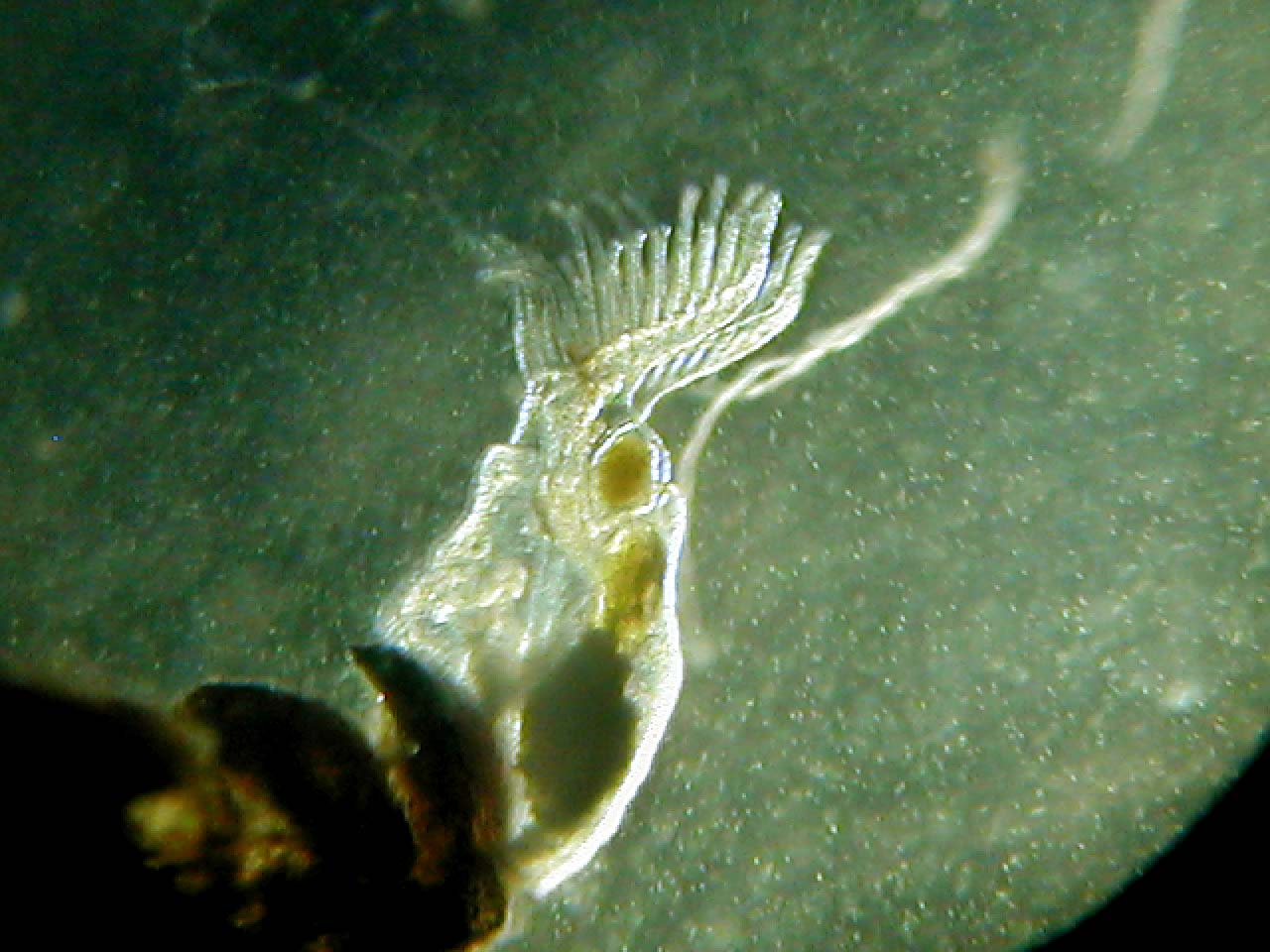
Ein Süßwassermoostierchen mit ausgestrecktem Lophophor

Die  Kranzfühler sind ein von den meisten Systematikern nicht mehr anerkannter Tierstamm. In deutschsprachiger Literatur wurden diese Tiere meist als Tentaculata bezeichnet, international meist als Lophophorata. Der Name „Tentaculata“ wird dagegen für eine der Klassen der Rippenquallen verwendet.
Zu den Kranzfühlern stellte man die Hufeisenwürmer (Phoronida), Moostierchen (Bryozoa) und Armfüßer (Brachiopoda), ausschließlich sessile Tiere, die als Filtrierer im Wasser leben. Ihr namengebendes Merkmale ist der Lophophor oder Tentakelkranz, der gewöhnlich von einem Paar mit Tentakeln besetzter Arme gebildet wird, die, gebogenen oder aufgerollt, die Mundöffnung umgeben. Inzwischen werden diese Tiergruppen mit anderen Urmündern (Protostomia) systematisch zum Überstamm der Lophotrochozoen gestellt.